# 午夜太陽 (電視劇)
《午夜太陽》（When Things Get Tough），是香港無綫電視1990年拍攝的電視連續劇，全劇共20集，監製徐正康，主要演員有黃秋生、吳鎮宇、黎美嫻、郭富城、劉兆銘、林其欣等。主題曲及插曲分別由徐小鳳及譚詠麟主唱。此劇於2009年12月19日起在無綫收費電視經典台《我們的…郭富城》系列節目每周六至日連續播映四集，由於主角之一的黃秋生於2015年萬千星輝頒獎典禮上獲最佳男主角殊榮，在2015年12月28日再次於TVB經典台重播。

## 劇情
退休警员林文刚（刘兆铭饰）兩個警隊前手下韦志豪（吴镇宇饰）及程军（黄秋生饰），一文一武，屡立奇功，两人情同手足。但二人却同时恋上文刚之女林静（黎美娴饰），然军因自卑感作祟，终拱手相让。及后军因追查一宗案件，结识刚回港的心理医生方宝儿（林其欣饰），后二人虽发展成为情侣，但宝儿发觉军心中最爱的仍然是静，遂独自离开，黯然赴美。军有表妹李笑妹（姚正菁饰）由大澳来港，其向军示爱，但为军所拒。笑妹伤心之余结识了不良青年王泉（郭富城饰），后更牵扯入一宗强奸案中，军与志豪因办案手法不同，二人顿起冲突，幸有静从中调停。
“三狼案”匪徒刑满出狱，揭发当年文刚错手杀了當年是同袍的军父，文刚自保，不惜杀三狼灭口。军发现文刚之罪行。军面对敬重的文刚，如何决择？

## 演員表
- 黃秋生 飾 程　軍
- 吳鎮宇 飾 韋志豪
- 黎美嫻 飾 林　靜
- 郭富城 飾 王　泉
- 劉兆銘 飾 林文剛
- 麥皓為 飾 朱德炳
- 姜為南 飾 阿　材
- 徐寶麟 飾 阿　富
- 黃文標 飾 阿　松
- 蘇漢生 飾 阿　標
- 李耀敬 飾 阿　輝
- 鄧汝超 飾 阿　昌
- 羅　蘭 飾 江玉梅
- 飾 MIMI
- 林文森 飾 夜總會小姐
- 劉雪蝶 飾 夜總會小姐
- 莫燕嫦 飾 夜總會小姐
- 何寶生 飾 夜總會客人
- 孫海飆 飾 夜總會客人
- 陳中堅 飾 高級警司
- 黃家駒 飾 高級警司
- 容嘉勵 飾 HELEN
- 陳勉良 飾 伙　記
- 郭德信 飾 鍾志榮
- 姚正菁 飾 李笑妹
- 曹　濟 飾 表　叔
- 梅　蘭 飾 表　嬸
- 林其欣 飾 方寶兒
- 馬健聰 飾 主持人
- 梁樂兒 飾 CANDY
- 馮瑞珍 飾 拾荒者
- 亦　羚 飾 貴　婦
- 李成昌 飾 胡鎮華
- 黃建峰 飾 侍　應
- 羅雪玲 飾 心理病人
- 李麗麗 飾 江玉蘭
- 江明輝 飾 方子健
- 劉文俊 飾 酒吧飛仔
- 陳鳳冰 飾 報警亞婆
- 李桂英 飾 阿　英
- 鄧煜榮 飾 馬有福
- 衛駿英 飾 女　侍
- 周汶樺 飾 阿　玲
- 王翠玉 飾 MAY
- 黎秀英 飾 垃圾婆
- 計祥龍 飾 醜　男
- 飾 醜　女
- 鄧夢音 飾 㗎　妹
- 黃子揚 飾 莫榮添
- 李健強 飾 阿　義
- 張志強 飾 阿　豹
- 戴少民 飾 阿　虎
- 王偉樑 飾 阿　興
- 單劍圖 飾 阿　強
- 凌　漢 飾 阿　財
- 許志佳 飾 DAVID
- 黃瑋琳 飾 阿　成
- 李衛民 飾 欖　核
- 羅樹淇 飾 洪　爺
- 羅　鴻 飾 阿　忠
- 曹德生 飾 阿　誠
- 劉桂芳 飾 老　妓
- 林道權 飾 睇　場
- 張鴻昌 飾 霍鎮偉
- 林漪娸 飾 ROSA
- 河國榮 飾 白威信
- 黃成想 飾 護衛員
- 凌禮文 飾 護衛員忠
- 羅麗娟 飾 護衛員妻
- 焦　雄 飾 許　太
- 李海生 飾 張鐵彪
- 鄭　雷 飾 丁富善
- 飾 善　妻
- 談泉慶 飾 程　國
- 梁狄輝 飾 陳醫生
- 呂劍光 飾 看　更

## 恶搞
本劇主題曲《變色感情》於同年上映的电影《賭俠》中被周星馳厭煩時所唱出，歌詞完全相同，但最後以「冚家產」結尾，此時導演王晶從公厠出來問誰呼叫他，亦成為經典meme圖片。